# Flugunfall einer Beechcraft King Air auf dem Tucson International Airport 2017
Der Flugunfall einer Beechcraft King Air auf dem Tucson International Airport 2017 ereignete sich am 23. Januar 2017. An diesem Tag verunglückte ein Geschäftsreiseflugzeug des Typs Beechcraft Super King Air 300, als der Pilot kurz nach dem Start die Kontrolle über die Maschine verlor. Der Pilot sowie der einzige an Bord befindliche Passagier kamen dabei ums Leben. Toxikologische Untersuchungen ergaben, dass der Pilot unter einem erheblichen Einfluss multipler psychoaktiver Substanzen (Medikamente und Drogen) gestanden hatte.

## Maschine
Bei der verunfallten Maschine handelte es sich um eine Beechcraft Super King Air 300, welche 1985 mit der Werknummer FA-42 gebaut und am 18. Februar 1985 erstmals für die Allgemeine Luftfahrt zugelassen wurde. Die Maschine hatte sich im Laufe der Jahre im Besitz verschiedener Unternehmen befunden und war zum Unfallzeitpunkt mit dem Luftfahrzeugkennzeichen N385KA auf das Unternehmen KAAZ LLC aus Tustin, Kalifornien zugelassen, welches auf den Import in Japan hergestellter Gartengeräte und Baugruppen für den Motorsport spezialisiert ist. Das zweimotorige Geschäftsreiseflugzeug war mit zwei Turboproptriebwerken des Typs Pratt & Whitney Canada PT6A-60A ausgestattet und hatte bis zum Zeitpunkt des Unfalls eine Gesamtbetriebsleistung von 9.962 Betriebsstunden absolviert.

## Insassen
An Bord der Maschine befanden sich ein Pilot und ein Passagier. Der 56-jährige Pilot verfügte über Musterberechtigungen für Flugzeuge der Typen DA-200, Beechcraft King Air 300, Swearingen Metro SA-227, Canadair CL-604, Canadair CL-605 sowie CASA 212. Von 1979 bis 1988 war er Angehöriger der United States Air Force (USAF) gewesen. Er verfügte über geschätzte 15.100 Stunden Flugerfahrung, wovon er 13.000 Stunden als Pilot Flying absolviert hatte. Er verfügte über Flugerfahrung in Afghanistan sowie im Irak im Auftrag der USAF und war als Flugkapitän für verschiedene Unternehmen in Saudi-Arabien sowie mehreren Ländern Afrikas eingesetzt worden.
Außer dem Piloten befand sich lediglich ein Passagier an Bord.

## Unfallhergang
Mit der Maschine sollte an diesem Tag ein Geschäftsreiseflug von Tucson nach Hermosillo in Mexiko durchgeführt werden. Der Pilot erhielt für den Start die Startbahn 11L zugewiesen. Ein Zeuge beobachtete, wie die Maschine nach dem Start einen steilen Nickwinkel annahm. In einer Höhe von 100 bis 150 Fuß (ca. 30–45 Meter) habe die Maschine zudem begonnen, nach links zu gieren, während sie den steilen Nickwinkel beibehielt. Dabei habe die Fluggeschwindigkeit dermaßen abgenommen, dass der Zeuge glaubte, die Maschine würde jeden Augenblick in einen Strömungsabriss geraten. Im nächsten Augenblick sei die Maschine über die linke Tragfläche nach links gerollt, während der steile Nickwinkel unverändert bestehen blieb. Schließlich habe sich auch die Flugzeugnase abgesenkt. Die Maschine sei anschließend um 12:33 Uhr Ortszeit in Rückenfluglage auf dem Flughafengelände aufgeschlagen. Ein anderer Augenzeuge verglich die Fluglage der Maschine vor dem Absturz mit jener, die beim Fliegen einer Fassrolle erreicht wird. Nach dem Aufschlag schlitterte das Wrack der Maschine 650 Fuß (ca. 200 Meter) über das Flughafengelände, ehe es gegen eine Mauer stieß, die acht Fuß (ca. 2,43 Meter) hoch war.

## Ursache
Das National Transportation Safety Board übernahm nach dem Unfall die Ermittlungen. Die Ermittler konnten keine technischen Auffälligkeiten an der Maschine feststellen. Eine toxikologische Untersuchung der sterblichen Überreste des Piloten ergab schließlich eine Konzentration verschiedenartiger psychoaktiver Substanzen in dessen Organismus, darunter etwa Marijuana, Venlafaxin, Amphetamin, Clonazepam und Pheniramin. Aufgrund der mannigfaltigen Wirkungen der vorgefundenen Substanzen sahen sich die Ermittler außerstande zu bestimmen, welche konkreten Auswirkungen die Kombination der Stoffe im Körper des Kapitäns auf dessen Wahrnehmungs- und Urteilsvermögen gehabt haben könnten. Sie gingen davon aus, dass der Pilot durch die Wirkstoffe kognitiv beeinträchtigt gewesen war und dass diese Beeinträchtigung zu dem Unfall beigetragen hatte. Die Ermittler waren nicht in der Lage, Zugang zu Akten hinsichtlich vorliegender neuropsychiatrischer Erkrankungen des Piloten zu erlangen, und konnten daher nicht bestimmen, ob und in welchem Maß derartige Erkrankungen bei dem Unfall eine Rolle gespielt haben konnten. Unmittelbar zu dem Unfall beigetragen hatte den Ermittlern zufolge, dass der Pilot den Anstellwinkel nach dem Start über das kritische Maß erhöht hatte, worauf ein Strömungsabriss erfolgte, aus dem sich die King Air nicht mehr abfangen ließ.